# Рорупер-Гольц
Рорупер-Гольц (нім. Roruper Holz) — природний заповідник, розташований на захід від хутора Ганроруп, поблизу села Роруп, в околицях міст Косфельд та Дюльмен у районі Косфельд в землі Північний Рейн-Вестфалія, Німеччина.

## Географія
Заповідник являє собою приблизно 235 га площі лісового масиву, який був взятий під охорону в 2003 році Він простягається на південний схід від міста Кесфельд. Федеральна автомагістраль B 525 проходить на північ, B 474 — на захід, а державна автомагістраль L 580 — на схід від заповідника.

## Галерея

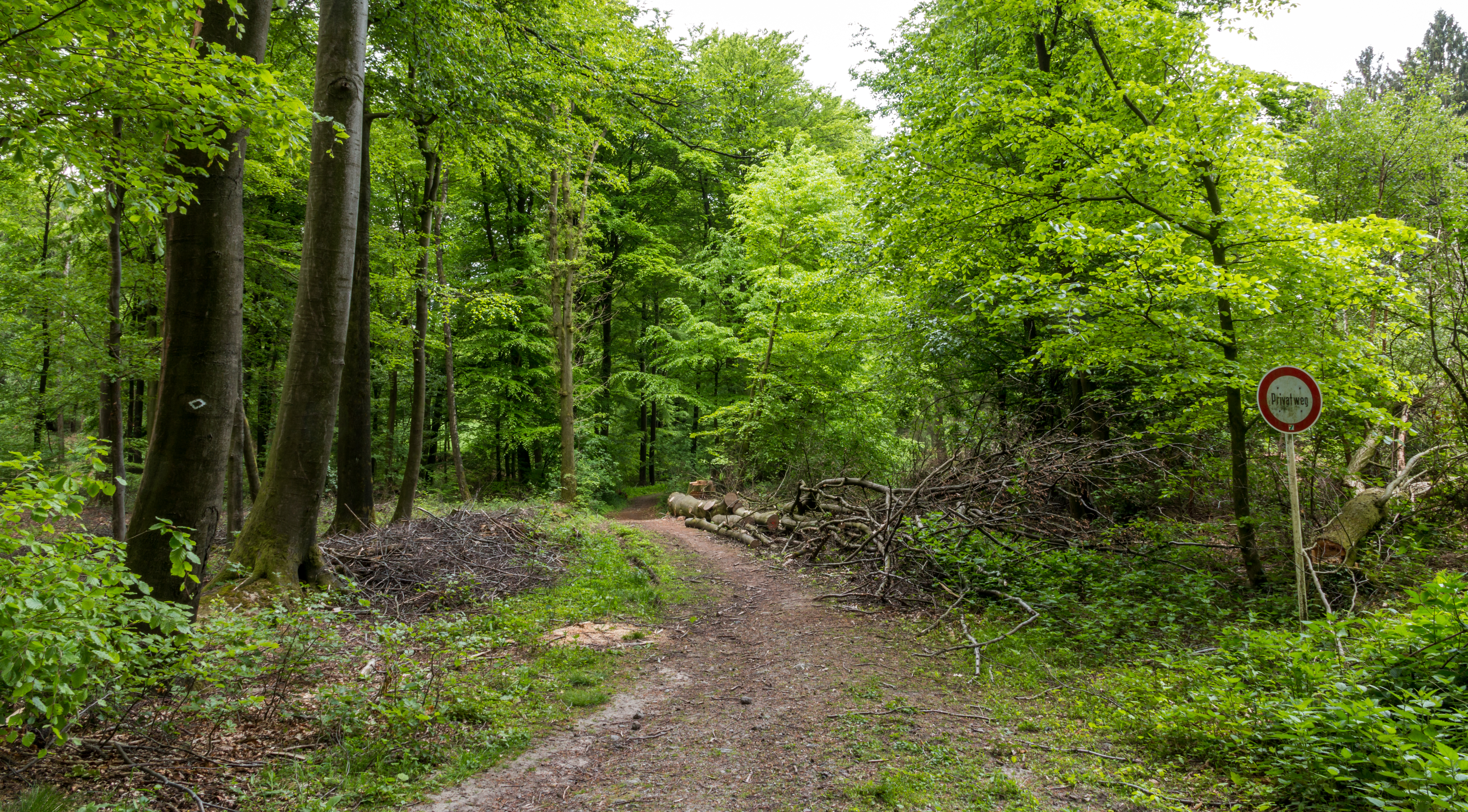
Заповідник (травень 2015)

| На півдні заповідника | Заповідник вранці | Поблизу хутора Леттер |